# High Definition Transport Video Interface
High Definition Transport Video Interface (HD-TVI) – standard transmisji danych w telewizji przemysłowej, wprowadzony przez jednego z wiodących na rynku CCTV producentów – firmę Hikvision, mającą swoją siedzibę w Zhejiang w Chinach.
Systemy HD-TVI pozwalają na transmisję sygnału wysokich rozdzielczości (HD oraz Full HD) za pośrednictwem przewodów i złącz stosowanych w klasycznych, analogowych systemach monitoringu: przewodów koncentrycznych lub skrętki oraz złącz BNC.
Nazwą zamiennie stosowaną do skrótu HD-TVI jest TURBO HD.

## Główne założenia technologii HD-TVI
- Możliwość przesyłu sygnału video, audio i sterowania PTZ za pomocą jednego przewodu,
- Daleki zasięg przesyłu danych – do 500 metrów przy użyciu kabla koncentrycznego i złącz typu BNC,
- Bezstratna, pozbawiona szumów transmisja sygnału – sygnał na wyjściu (kamera) jest taki sam, jak sygnał na wejściu (rejestrator cyfrowy).

## HD-TVI a inne standardy
Równolegle z systemem HD-TVI na rynek zostały wprowadzone inne systemy transmisji sygnału HD/Full HD za pomocą złącz stosowanych w tradycyjnych systemach CCTV: AHD oraz HD-CVI. Wszystkie trzy standardy mają bardzo podobną specyfikę oferują zbliżoną jakość oraz funkcjonalność. Główna różnica polega na otwartości systemów: HD-TVI, oraz HD-CVI dystrybuowane są jedynie przez firmy, które wprowadziły te standardy na rynek [odpowiednio: Hikvision i Dahua], natomiast AHD to w pełni otwarta technologia – firma Nextchip, wynalazca systemu AHD udostępniła swoje rozwiązanie również innym firmom z branży.